# Ủy ban Giám sát và Quản lý Tài sản Nhà nước Trung Quốc
Ủy ban Giám sát và Quản lý Tài sản thuộc Sở hữu Nhà nước của Quốc vụ viện (SASAC) là một ủy ban đặc biệt của nước  Cộng hòa Nhân dân Trung Hoa, trực thuộc Quốc vụ viện Cộng hòa Nhân dân Trung Hoa. Được thành lập vào năm 2003 thông qua việc hợp nhất các bộ ngành đặc thù. Là một phần của cải cách kinh tế, gần một nửa số doanh nghiệp nhà nước đã bị cổ phần hóa. SASAC chịu trách nhiệm quản lý các doanh nghiệp nhà nước còn lại, bao gồm bổ nhiệm các giám đốc điều hành và phê duyệt bất kỳ vụ sáp nhập hoặc cổ phần hóa hoặc tài sản, cũng như soạn thảo luật liên quan đến các doanh nghiệp nhà nước. Tính đến  năm 2017, các công ty trực thuộc Ủy ban có tổng tài sản là 161 nghìn tỷ nhân dân tệ (26 nghìn tỷ USD), doanh thu hơn 23,4 nghìn tỷ nhân dân tệ (3,6 nghìn tỷ USD) và giá trị cổ phiếu ước tính là 50 nghìn tỷ nhân dân tệ (7,6 nghìn tỷ USD), Ủy ban trở thành thực thể kinh tế lớn nhất trên thế giới.

## Doanh nghiệp trực thuộc
SASAC hiện đang giám sát 97 công ty. Các công ty được giám sát trực tiếp bởi SASAC liên tục giảm thông qua sáp nhập theo kế hoạch tái cấu trúc doanh nghiệp nhà nước với số lượng công ty SASAC giảm từ hơn 150 công ty năm 2008 
| #  | English Name                                                          | Chinese Name                               |
| -- | --------------------------------------------------------------------- | ------------------------------------------ |
| 1  | China National Nuclear Corporation                                    | 中国核工业集团公司                         |
| 2  | China Aerospace Science and Technology Corporation                    | 中国航天科技集团公司                       |
| 3  | China Aerospace Science and Industry Corporation                      | 中国航天科工集团公司                       |
| 4  | Aviation Industry Corporation of China                                | 中国航空工业集团公司                       |
| 6  | China State Shipbuilding Corporation                                  | 中国船舶工业集团公司                       |
| 7  | China Shipbuilding Industry Corporation                               | 中国船舶重工集团公司                       |
| 8  | China North Industries Group Corporation                              | 中国兵器工业集团公司                       |
| 9  | China South Industries Group Corporation                              | 中国兵器装备集团公司                       |
| 10 | China Electronics Technology Group                                    | 中国电子科技集团公司                       |
| 11 | Aeroengine Corporation of China                                       | 中国航空发动机集团有限公司                 |
| 12 | China National Petroleum Corporation                                  | 中国石油天然气集团公司                     |
| 13 | China Petrochemical Corporation                                       | 中国石油化工集团公司                       |
| 14 | China National Offshore Oil Corporation                               | 中国海洋石油集团有限公司                   |
| 15 | State Grid Corporation of China                                       | 国家电网公司                               |
| 16 | China Southern Power Grid                                             | 中国南方电网有限责任公司                   |
| 17 | China Huaneng Group                                                   | 中国华能集团公司                           |
| 18 | China Datang Corporation                                              | 中国大唐集团公司                           |
| 19 | China Huadian Corporation                                             | 中国华电集团公司                           |
| 20 | China Power Investment Corporation                                    | 国家电力投资集团公司                       |
| 21 | China Three Gorges Corporation                                        | 中国长江三峡集团公司                       |
| 22 | China Energy Investment Corporation                                   | 国家能源投资集团有限责任公司               |
| 23 | China Telecommunications Corporation                                  | 中国电信集团公司                           |
| 24 | China United Network Communications Group                             | 中国联合网络通信集团有限公司               |
| 25 | China Mobile Communications Corporation                               | 中国移动通信集团公司                       |
| 26 | China Electronics Corporation                                         | 中国电子信息产业集团有限公司               |
| 27 | FAW Group                                                             | 中国第一汽车集团公司                       |
| 28 | Dongfeng Motor Corporation                                            | 东风汽车公司                               |
| 29 | China First Heavy Industries                                          | 中国一重集团有限公司                       |
| 30 | Sinomach                                                              | 中国机械工业集团有限公司                   |
| 31 | Harbin Electric Corporation                                           | 哈尔滨电气集团公司                         |
| 32 | Dongfang Electric Corporation                                         | 中国东方电气集团有限公司                   |
| 33 | Ansteel Group                                                         | 鞍钢集团公司                               |
| 34 | Baosteel Group                                                        | 中国宝武钢铁集团有限公司                   |
| 35 | Aluminum Corporation of China                                         | 中国铝业公司                               |
| 36 | China Ocean Shipping Group                                            | 中国远洋海运集团有限公司                   |
| 37 | China National Aviation Holding                                       | 中国航空集团公司                           |
| 38 | China Eastern Airlines Group                                          | 中国东方航空集团公司                       |
| 39 | China Southern Air Holding                                            | 中国南方航空集团公司                       |
| 40 | Sinochem Group                                                        | 中国中化集团公司                           |
| 41 | COFCO Group                                                           | 中粮集团有限公司                           |
| 42 | China Minmetals Corporation                                           | 中国五矿集团公司                           |
| 43 | China General Technology Group                                        | 中国通用技术（集团）控股有限责任公司       |
| 44 | China State Construction Engineering Corporation                      | 中国建筑工程总公司                         |
| 45 | China Grain Reserves Corporation                                      | 中国储备粮管理集团有限公司                 |
| 46 | State Development &amp; Investment Corporation                        | 国家开发投资公司                           |
| 47 | China Merchants Group                                                 | 招商局集团有限公司                         |
| 48 | China Resources                                                       | 华润（集团）有限公司                       |
| 49 | China Travel Service (Hong Kong)                                      | 中国旅游集团公司[香港中旅（集团）有限公司] |
| 50 | Commercial Aircraft Corporation of China                              | 中国商用飞机有限责任公司                   |
| 51 | China Energy Conservation and Environmental Protection Group          | 中国节能环保集团公司                       |
| 52 | China International Engineering Consulting Corporation                | 中国国际工程咨询公司                       |
| 53 | China Chengtong Holding Group                                         | 中国诚通控股集团有限公司                   |
| 54 | China National Coal Group                                             | 中国中煤能源集团有限公司                   |
| 55 | China Coal Technology and Engineering Group                           | 中国煤炭科工集团有限公司                   |
| 56 | China Academy of Machinery Science and Technology                     | 机械科学研究总院                           |
| 57 | Sinosteel Corporation                                                 | 中国中钢集团公司                           |
| 58 | China Iron and Steel Research Institute Group                         | 中国钢研科技集团有限公司                   |
| 59 | ChemChina                                                             | 中国化工集团公司                           |
| 60 | China National Chemical Engineering Group                             | 中国化学工程集团公司                       |
| 61 | China National Salt Industry Corporation                              | 中国盐业总公司                             |
| 62 | China National Building Material Group                                | 中国建材集团有限公司                       |
| 63 | China Nonferrous Metal Mining Group                                   | 中国有色矿业集团有限公司                   |
| 64 | General Research Institute for Nonferrous Metals                      | 北京有色金属研究总院                       |
| 65 | General Research Institute of Mining and Metallurgy                   | 北京矿冶研究总院                           |
| 66 | China International Intellectech Corporation                          | 中国国际技术智力合作公司                   |
| 67 | China Academy of Building Research                                    | 中国建筑科学研究院                         |
| 68 | CRRC Group                                                            | 中国中车集团公司                           |
| 69 | China Railway Signal and Communication                                | 中国铁路通信信号集团公司                   |
| 70 | China Railway Engineering Corporation                                 | 中国铁路工程总公司                         |
| 71 | China Railway Construction Corporation                                | 中国铁道建筑总公司                         |
| 72 | China Communications Construction Group                               | 中国交通建设集团有限公司                   |
| 73 | Potevio Group                                                         | 中国普天信息产业集团公司                   |
| 74 | China Academy of Telecommunications Technology (Datang Telecom Group) | 电信科学技术研究院                         |
| 75 | China National Agricultural Development Group                         | 中国农业发展集团有限公司                   |
| 76 | China Silk Corporation                                                | 中国中丝集团公司                           |
| 77 | China Forestry Group                                                  | 中国林业集团公司                           |
| 78 | China National Pharmaceutical Group                                   | 中国医药集团总公司                         |
| 79 | China Poly Group Corporation                                          | 中国保利集团公司                           |
| 80 | China Construction Technology Consulting Corporation                  | 中国建筑设计研究院                         |
| 81 | China Metallurgical Geology Bureau                                    | 中国冶金地质总局                           |
| 82 | China National Administration of Coal Geology                         | 中国煤炭地质总局                           |
| 83 | Xinxing Cathay International Group                                    | 新兴际华集团有限公司                       |
| 84 | TravelSky                                                             | 中国民航信息集团公司                       |
| 85 | China National Aviation Fuel Group                                    | 中国航空油料集团公司                       |
| 86 | China Aviation Supplies Holding                                       | 中国航空器材集团公司                       |
| 87 | Powerchina                                                            | 中国电力建设集团有限公司                   |
| 88 | China Energy Engineering Corporation                                  | 中国能源建设集团有限公司                   |
| 89 | China National Gold Group Corporation                                 | 中国黄金集团公司                           |
| 90 | China General Nuclear Power Group                                     | 中国广核集团有限公司                       |
| 91 | China Hualu Group                                                     | 中国华录集团有限公司                       |
| 92 | Nokia-Sbell                                                           | 上海诺基亚贝尔股份有限公司                 |
| 93 | FiberHome Technologies Group                                          | 武汉邮电科学研究院 (烽火科技集团)          |
| 93 | Overseas Chinese Town Enterprises                                     | 华侨城集团公司                             |
| 94 | Nam Kwong Group                                                       | 南光（集团）有限公司[中国南光集团有限公司] |
| 95 | XD Group                                                              | 中国西电集团公司                           |
| 96 | China Railway Materials                                               | 中国铁路物资（集团）总公司                 |
| 97 | China Reform Holdings                                                 | 中国国新控股有限责任公司                   |

## Các tổ chức trực thuộc SASAC
- Trung tâm Thông tin
- Trung tâm nghiên cứu công nghệ cho bảng giám sát làm việc
- Trung tâm đào tạo
- Trung tâm nghiên cứu kinh tế
- Nhà xuất bản Kinh tế Trung Quốc
- Học viện điều hành doanh nghiệp Trung Quốc, Đại Liên

## Hiệp hội công nghiệp
Các hiệp hội công nghiệp trực thuộc bao gồm:
- Liên đoàn kinh tế công nghiệp Trung Quốc
- Liên đoàn doanh nghiệp Trung Quốc  Lưu trữ ngày 3 tháng 6 năm 2020 tại Wayback Machine
- Hiệp hội chất lượng Trung Quốc
- Hiệp hội Công nghệ Bao bì Trung Quốc  Lưu trữ ngày 28 tháng 10 năm 2006 tại Wayback Machine
- Hiệp hội hợp tác quốc tế Trung Quốc dành cho các doanh nghiệp vừa và nhỏ
- Phòng thương mại tổng hợp Trung Quốc  Lưu trữ ngày 24 tháng 7 năm 2013 tại Wayback Machine
- Liên đoàn Hậu cần và Mua hàng Trung Quốc
- Hiệp hội công nghiệp than Trung Quốc  Lưu trữ ngày 1 tháng 12 năm 2008 tại Wayback Machine
- Liên đoàn công nghiệp máy móc Trung Quốc  Lưu trữ ngày 5 tháng 12 năm 1998 tại Wayback Machine
- Hiệp hội sắt thép Trung Quốc
- Hiệp hội Công nghiệp Hóa chất và Dầu khí Trung Quốc  Lưu trữ ngày 6 tháng 12 năm 2008 tại Wayback Machine
- Hiệp hội công nghiệp nhẹ quốc gia Trung Quốc
- Hội đồng công nghiệp dệt may quốc gia Trung Quốc  Lưu trữ ngày 4 tháng 8 năm 2019 tại Wayback Machine
- Hiệp hội công nghiệp vật liệu xây dựng Trung Quốc
- Hiệp hội công nghiệp kim loại màu Trung Quốc  Lưu trữ ngày 4 tháng 7 năm 2019 tại Wayback Machine